# 中華商場
中華商場是臺灣臺北市一座已拆除的大型商場，原址座落於中華路一段上，緊鄰縱貫線平面鐵路，北起忠孝西路口，南至愛國西路口，由一連八座三層樓連棟式的樓座所組成，於1961年4月22日落成啟用。 
中華商場曾為大臺北地區規模最大的公有綜合商場，緊鄰西門町，興盛一時；後來為了因應市區重新規劃與捷運的施工進程等需求，於1992年10月下旬拆除，原址則配合中華路改造計畫而成為林蔭大道的一部分。

## 背景

### 概述
中華商場的位置與清治時期所興建臺北府城的西城牆位置大致重疊，城牆的高度則約略為商場二樓的高度。到了日治時期，西城牆連同西門於1900年代初全面拆除，城牆原址隨後配合已填平的西護城河稍作拓寬，改築成為西三線路（即現今中華路一段）。由於西三線路在興築之前已有鐵路（即縱貫線）沿路行經，所以總體路幅比當時的其他三條三線路來得寬廣。

### 商場的起建與落成

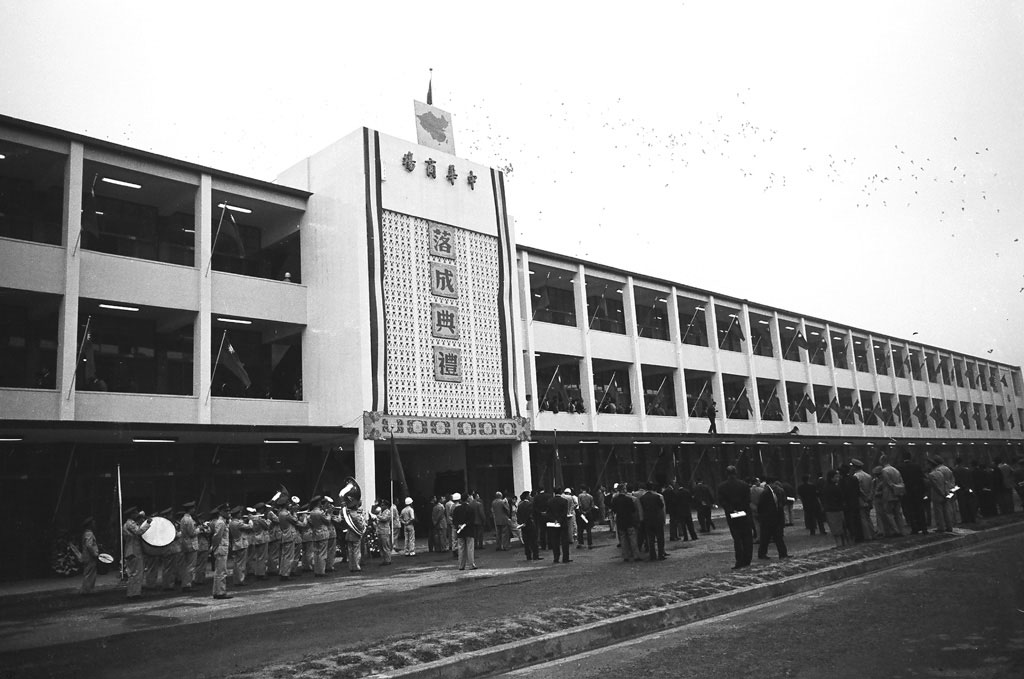
1961年，中華商場落成啟用典禮

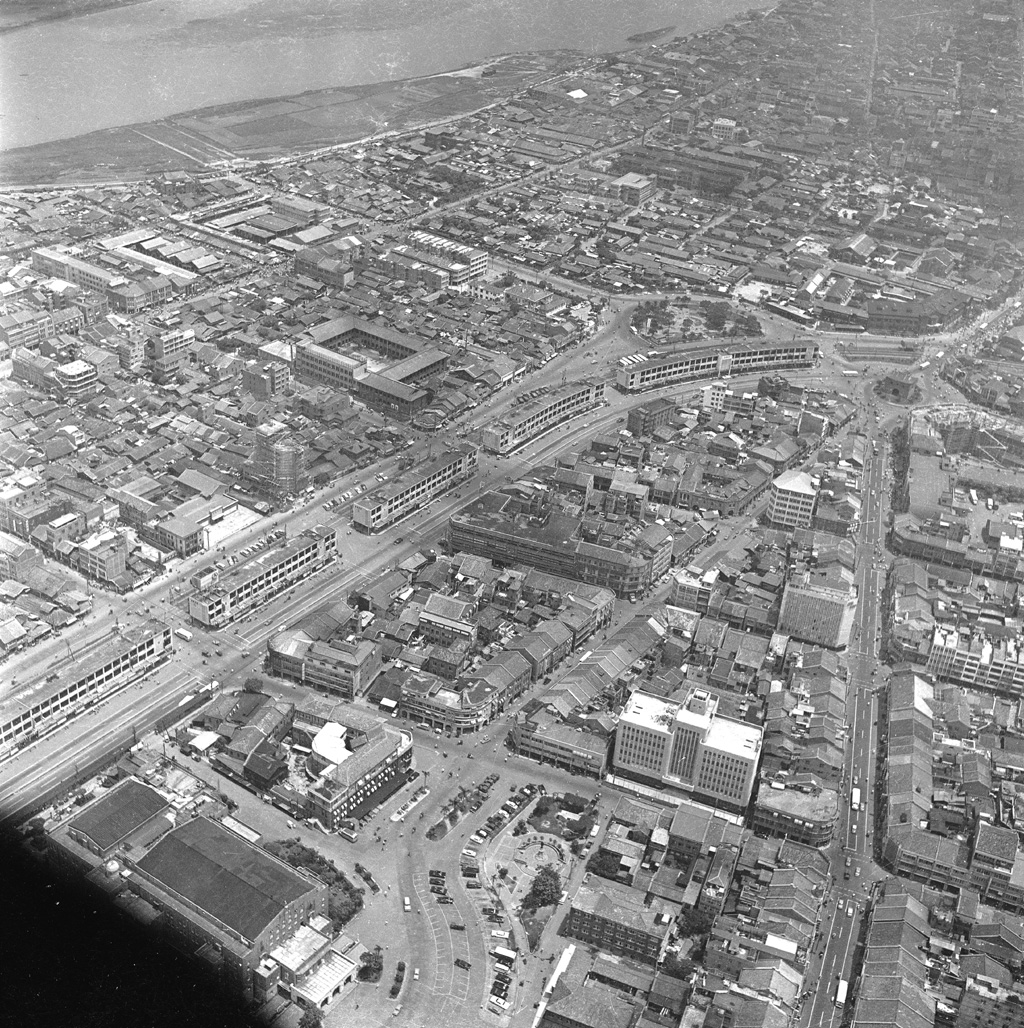
1963年的中華路，道路中央的長條形建築即為中華商場。

1949年第二次國共內戰時，大批軍民隨中華民國政府大規模撤退來到臺灣，許多來自中國大陸各地的居民因為一時無法在臺北市內找到適當的棲身之處；中央政府為求有效安置，便委託臺北市警民協會，沿著行經中華路的鐵路東側，利用原有三線路中緊鄰鐵路側車道的空間，搭建三列1661個單位臨時性質的簡易竹造棚屋，低價出租供居民暫住並擺攤維持生計，成為大陸南北小吃的集散地。之後隨著湧入該處寄居的人越來越多，在毫無限制的持續擴建下形成大型違章建築群，不但生活環境惡劣，也衍生出不少衛生與治安問題，被批評為「都市之瘤」。曾經有市議員多次在議會提到應加以整建，但都無疾而終。:7
1959年10月，時任總統蔣中正巡經該處，看到凌亂不堪的景象，即於反共抗俄動員會報第63次會報中指示應予徹底整頓。當時的臺灣省政府主席周至柔、臺灣省警備總司令黃杰等人，隨即指定省府委員暨警備總司令部副總司令李立柏將軍負責成立指導會報，並由臺灣省政府、警備總部及臺北市政府組成「中華商場整建委員會 （页面存档备份，存于）」，由當時臺北市長黃啟瑞兼任主任委員，綜理全盤整建工作。1960年3月5日周主席召集會議做成決定，以特案簽呈行政院長陳誠核定就地整建。鐵路東側的舊有違章棚屋931間乃於6月30日由居民先行自動拆除。1960年7月1日起開始進行違建的拆除與商場的興建工作。當時迫於經費不足的限制，因此總工程經費新臺幣47,335,845元(相當臺灣省當年總預算1.3%)由居民以預付20年租金的方式籌措改建經費，興建八棟三層鋼筋水泥結構樓房，土地房屋產權未定,地目編為商四,直到原始戶提告,臺北市政府未經公告,偷偷登記產權,中華商場住戶提出異議,地政單位不理!(皆見諸新聞)
，(居民則取得承租權。如政府建設需要時，得隨時無條件拆除，並由居民具結)上揭文字,未向原始戶說明。中華商場頂樓霓虹廣告周邊收益皆未回饋出資原住民.負責規劃設計的是中國興業建築師事務所 （页面存档备份，存于）的趙楓建築師，承攬營造施工的是陸根記營造 （页面存档备份，存于），工程進展相當快速；經過八個多月的施工，1961年4月22日，單一建築體呈長條狀、以連棟方式形成一長串排列的八座三層樓建築正式落成，命名為「中華商場」，由臺灣警備總司令部司令黃命名並題字。:9-20
八座三層商場建築由北（忠孝西路口）而南（愛國西路口），以「八德」為名，分別為忠、孝、仁、愛、信、義、和、平棟，總長1,171公尺。中華商場總計有1644間，除分配中華路原住戶1486間半，及商場管理委員會購置4間外，尚餘153間半，其中半間係指小間。整建委員會應臺北市政府委託，作為分配拆遷周邊妨礙交通市容的違建。一樓做為商店使用，二樓三樓則多作為住家使用。一樓每間面寬2公尺，深度4.5公尺，兩側均有人行騎樓寬3.5公尺。二樓及三樓每間寬2公尺，深6公尺，單面（東向）走道寬3公尺。每間都有一個小閣樓。每座中央設7.2公尺寬大樓梯，兩端各設4.5公尺樓梯一座。各戶沒有廁所，廁所集中於樓梯間旁設置。商場完成後成立管理小組，由財政局推選代表黨員參與管理:14-23。
1969年，臺北市政府為增進交通安全，興建中華路武昌街行人天橋，銜接「愛」棟與「信」棟。1971年，天橋連接東西向的武昌、漢口、開封街，直通二樓，連貫各棟商場，也讓二樓店家生意興盛起來。在天橋的串聯下，人潮絡繹不絕，這可是中華商場最輝煌的時代。

### 商場的黃金時代

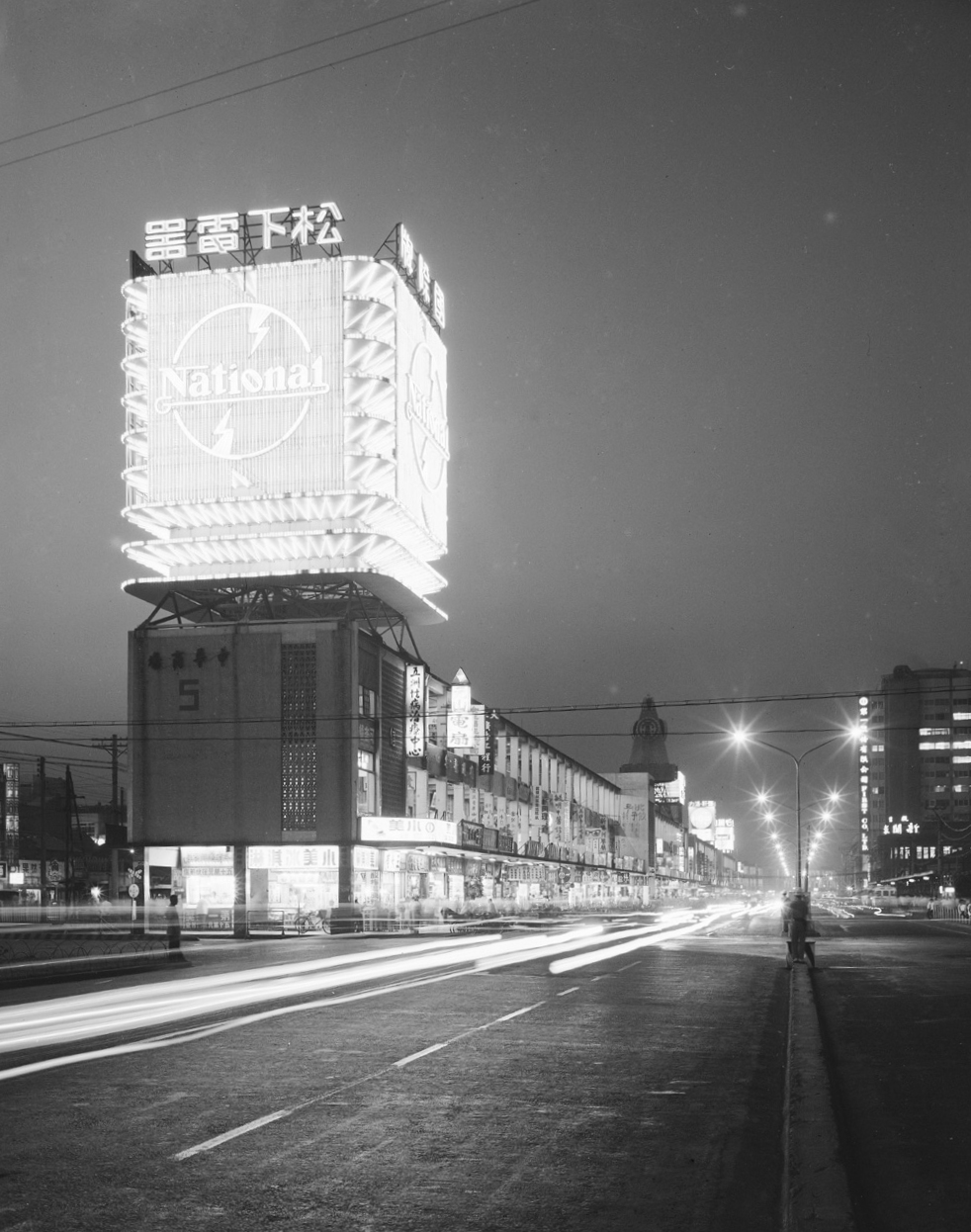
1964年，松下電器在信棟南面設立巨幅霓虹招牌，至1985年因安全問題被拆除前一直是中華商場的代表性建築。

中華商場落成後，總共可容納1,644個租戶，平均每戶(號碼)只分得約2坪大的空間價金新台幣一萬三千元。八座商場建築中，每一座商場內的租戶所經營的行業各有其特色：販售家用電器、音響與電子零組件的商家多位於忠、孝兩棟，1980年代隨著個人電腦產業興起，販售相關軟體、硬體與週邊設備的商家也開始出現；玉器、琺瑯及臺灣民俗藝品曾經是1970年代臺灣中南部及日本遊客採購的重點，此類商家與販售古董、古玩及字畫的商家皆分布在仁、愛兩棟，郵票、古幣蒐集與交換專門店及相命、堪輿舖子則零星穿插其間；信、義、和三棟有許多中國各地的小吃，著名的有「徐州啥鍋」、「真北平飯館」、「點心世界」等；成衣、制服、牛仔褲、軍用衣料、老人茶館、旗幟徽章等相關商家則分別位於和、平兩棟。早期中華商場內有少數
商家與顧客漫天叫價、顧客喜歡討價還價（甚至殺價）的交易風格盛極一時，懂得行情的顧客較有機會買到價格實惠的物品。當年在中華商場知名的商家有上市的電子公司.雨辰書報社代理香港進口電影雜誌,行銷全省書報攤,飯館有,致美樓」、真北平,「清真館」牛肉蒸餃,芝麻燒餅夾醬牛肉、羊雜湯「老陸餡餅」小米粥、「老夏水餃」、炸麻花、山西小吃店，還有後來的「徐州啥鍋」、「上大人酒釀湯圓」、水煎包，小籠包,豆沙包,山西刀削麵,貓耳朵,槓子頭,綠豆丸子,福州乾拌麵,還有晚上9點以後在六棟長沙街口的炸豬排及各式小菜。所有大江南北的外省小吃,及手藝:染皮衣,皮鞭,槍套,京戲平劇戲服戲鞋製作,喇叭音箱製作,字畫裱褙,宣紙,棉紙,綾羅綢緞產業落地台灣,外省難民 帶來的文化及經濟的財富遠超越一船中央銀行運來的黃金!加上本省外省聯姻,產生民歌一代,

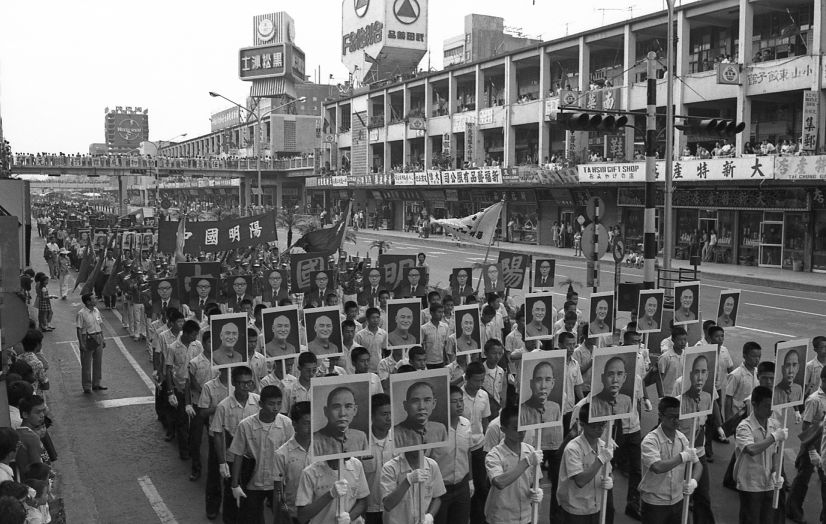
1975年10月25日，臺灣光復30週年大會之遊行隊伍途經中華商場，可見當時人潮（照片中推測為「和段」）。

1960年代與1970年代，是中華商場的全盛時期。由於西邊即為日治時代以來的休閒娛樂街區——眾多電影院匯集的西門町，因此吸引了不少人潮；而在商場落成後數年間，附近也有一些初具規模的百貨公司接連開幕（臺灣首間大型百貨公司「第一百貨」即位於中華路上），加上城中市場、衡陽路與博愛路等傳統商圈，配合周圍方便的交通（多條公車路線行經），共同形成當時大臺北最繁華的中心商業區。
除此之外，西門圓環及其以北商場建築棟與棟間的重要路口，後來亦設置行人天橋，不但藉此得以安全跨越鐵路平交道，連絡中華路東、西兩側，還可以直通商場二樓。由於商場位置離臺北車站並不算遠；且在鐵路尚未地下化的時代，北上的列車進入臺北車站之前，必定會經過商場西側的鐵道，因此中華商場經常成為中南部遊客旅途中的重要印象。而商場的屋頂，也曾經成為各家企業競相設置大型霓虹燈廣告的場所，入夜之後，五光十色的霓虹燈更襯托出街景的亮麗。
各棟的知名店家如下：
忠段（忠孝西路口－洛陽街口）
忠段聚集最多家電、電腦、音響及電子材料商店
- 1樓：海利電子、寶島鐘錶、萬雅齋（骨董藝品店抓住古玩生意商機，推出的商品新奇有趣、五花八門，受到日本及美國客人的青睞）、美聲樂器、金山工藝社、三光電腦、皇家文具郵票古玩行（101號）、世昌電腦行（84號）
- 1樓後排（面向鐵路）：德昌電料（德昌富鴻）、瑞豐音響（Marshall 瑞豐，即今雅瑟音響）、龍騰電子
- 2樓：三中行、樂音堂（高級音響零件，後期有賣APPLEII主機板套件）、佑昇（進口高級音響零件）、電子眼音響（Electronic Eyes- 電子眼成品音響、前級、後級）、名鴻音響（Super-Kit音響DIY套件，鎮店招牌是 AR-9 落地喇叭）、阿婆的店（CB無線電套件：40CH半套件、金龍五瓦PCB、13.8V@5A電路、小金龍）、詮腦資訊世界、揚威電子材料行（97號）、銘勝電器五金行、遠東電腦行、文鐘書局（仿效日本古書店經營模式，按文學、哲學、美術、農業、園藝、植物、地質、臺灣關係等各領域分門別類，以手寫油印方式定期出版了自家的古書目錄）

孝段（洛陽街口－開封街口）
- 1樓：籟好音樂器行、明泰電器行、鴻昌牛仔服飾、麗華皮鞋行（20號）、善美電料行（14號）、建源行（68號）、華昇電業行(24號，現已改名為華鴻電業行)
- 2樓：艾鉅電腦、浙平音響（1953年陳花門創立，原本為浙平木箱）[3]

仁段（開封街口－漢口街口）

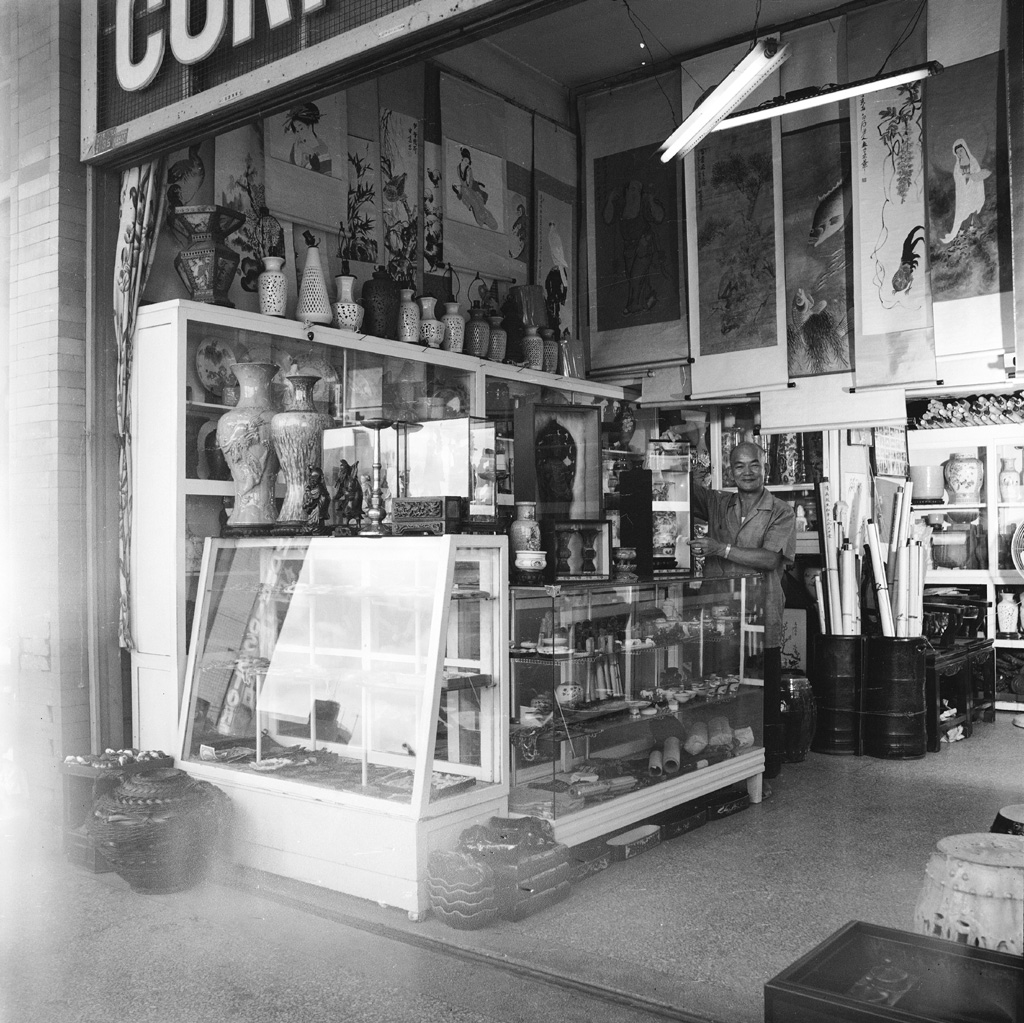
藝術品商店

- 1樓：中一皮鞋（10號）、華昌皮鞋店（44號，於1982年設立）、聯妮服裝（36號）、鴻霖唱片行（43號，於1982年設立）、宏祥洋服店（25號，於1987年設立，訂做西服）、大榮西服行（4號，於1985年設立)、古今茗壺專賣店（19號）、三雅畫廊（西畫國畫裝框裱褙）
- 2樓：欣洋行、尖峯行（1980年設立唱片行）

愛段（漢口街口－武昌街口）
愛棟聚集許多成衣店家，舉凡學生制服、結婚西裝，當時最流行的喇叭褲、AB褲都一應俱全
- 1樓：海派牛仔褲、協益牛仔服飾（4號於1983年設立）、牛仔屋（59號，於1974年設立）、光華藝品館（5-7號，於1973年設立）、三綺西服社（48號）、世樺蒸籠店（75號）
- 2樓：溫州大餛飩、吳抄手（四川菜、紅油抄手）、大漢郵幣社、葉記商行
- 3樓：永康電腦（15號於1989年設立）、樂舞戲劇舞蹈服飾社

信段（武昌街口－成都路口）

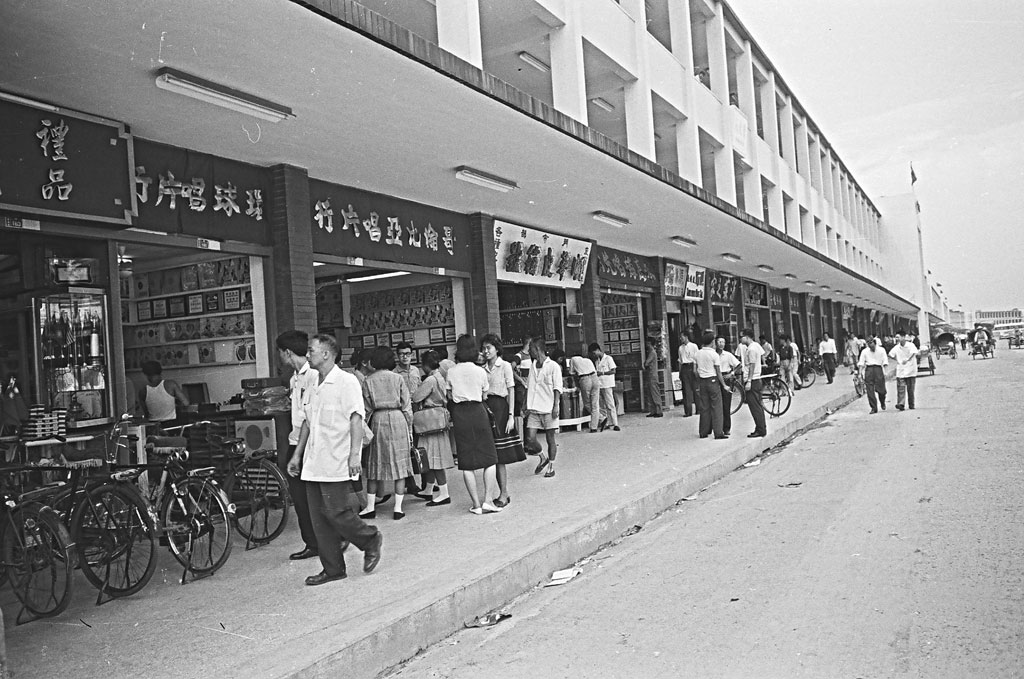
中華商場「信」棟一樓的景觀

信段是八座中最長的一棟，在這裡聚集許多不同類型的唱片行，幾乎是臺灣流行音樂的流行指標。無論是西洋搖滾樂與爵士樂、美國告示牌的西洋流行歌曲，抑或中國上海時代流行金曲，乃至地方戲曲及京戲，應有盡有。
- 1樓：哥倫比亞唱片行（1961成立，天花板的展示櫃有明星照片，販售黑膠唱片是該店特色之一）、環球唱片行、新新唱片行、米高梅唱片行、大吉昌香燭禮品行、五福皮件行、佳旺皮件行、榮豐特產行、東昇塑膠皮件製品（120號）、美公子西服號（98號）
- 2樓：佳佳唱片行（1976成立，除了黑膠唱片還有錄音帶、光碟唱片，西洋樂、流行樂與古典樂）、松竹唱片行（專營古典音樂唱片）、金門唱片行（專賣由「女王」及「鳴鳳」出品的國劇及地方戲曲唱片）、中華供應社、摩特皮鞋、興奕鞋行、康迪皮鞋店
- 3樓：長沙集郵社

義段（成都路口－長沙街口）
義段以各省南北美食小吃最為著稱
- 1樓：點心世界（1號1962年成立，鮮肉鍋貼、蒸餃等北方麵食，還有酸辣湯與冰豆漿最有名，店內45度角擺放的四方木頭桌椅更是經典）[5]、黃河美術工藝社(17號)、建興蒸籠店(25號)治遠畫廊(49,51,46,48號)
- 2樓：真北平飯館（張體安將軍創立於1962年，以北平片皮烤鴨聞名，酸菜白肉鍋、軟兜代粉、合菜戴帽與京醬肉絲佐上荷葉餅、烙餅，或是小米粥及花素蒸餃最著名）[6]、徐州啥鍋、清真館、致美樓、老陸餡餅、老夏水餃、炸麻花、山西小吃、上大人酒釀湯圓、蘭記小吃、汛音宙電子材料行、龍興集郵社。

和段（長沙街口－貴陽街口）
和段、平段由於位在中華商場八棟的南端，人潮並不如前面兩棟這麼多，因此店面也發展成特定客群為主的店面，例如軍用品店、禮品店、戲服出租店。幾乎全臺灣的部隊都知道，如果部隊當中缺什麼，就可以到中華商場來採購，除了槍砲、彈藥以外的物件都買的到。
山東餃子館、牛肉麵店、中興清茶館、熗鍋麵、中國音樂書房、聯達廣告社(21號)
平段（貴陽街口－愛國西路口）
- 1樓: 中華傳統服裝店（53號）、新安樂藥品行（67號）、翰墨齋（15號）、安仁蒸籠號、雄軍汽車材料行（27號）、江益成商店
- 2樓: 李慎恩鞋店（專製平劇用鞋，李國修父親所開設）、東海禮品店（5號）
- 3樓: 松記皮鞋號、百利印刷品行

### 從沒落到化為瓦礫
| 拆除時間       | 拆除建物         |
| -------------- | ---------------- |
| 1992年10月20日 | 忠棟             |
| 1992年10月23日 | 孝棟、仁棟       |
| 1992年10月27日 | 愛棟、信棟       |
| 1992年10月30日 | 義棟、和棟、平棟 |

到了1980年代，隨著臺北市的商業重心逐漸東移，加上原有消費型態的快速改變，年久失修、已經顯得陳舊的中華商場吸引力與日俱減，影響力也大不如前；而整個西區商圈幾乎也都逐漸面臨老舊所帶來的瓶頸。沿商場西側而行的鐵路，雖然已經於1989年地下化，但商場西側長久累積下來的髒亂，卻已經難以改善；且對都市景觀造成負面影響。
此外，臺北捷運的興建計畫中，南港線－板橋線行經中華路，並設置西門站，須取得工程所需用地。因此隨著中華路改造計畫的提出，黃大洲決定拆除商場，並提出後續方案：包括未來優先進駐興建的西門地下街及費用補償等。但由於此時商場內租戶以年紀較大者居多，有些租戶經濟能力較薄弱，以及情感上因素使然，因而引發普遍反彈，拆除前夕甚至頻傳激烈抗爭。1992年10月20日，黃大洲正式下令拆除商場，8座商場建築全部被拆除殆盡。
原本在商場內作生意的商家，有一些搬遷到附近或較遠的地方繼續營業（例如販售音響的商家移到中華路東側和武昌街；販售電腦週邊產品的商家大部分移到光華商場，也有一些移到西寧電子商場；小吃店移至商場拆除當時尚未整建的原理教公所遺址），但更多的商家卻從此消失無蹤；當時安置計畫未盡完善的結果，也導致許多租戶倉皇搬離而不知所措。至於商場原址，大部分於商場拆除後隨即作為捷運工程用地。直到地下部分工程告一段落並展開地面恢復工作後，即配合改造中華路為林蔭大道的計畫，原地面改築為車道與安全島（2003年完工），捷運西門站與西門地下街則設置於原商場愛棟、信棟、義棟原址地下。

## 影視
1986年，由吳宇森執導的香港電影《英雄本色》曾出現臺北市西門圓環與中華路平交道之片段，此外中華商場也曾作為萬仁《超級市民》、侯孝賢《戀戀風塵》、周騰《菜刀與六個朋友》、蔡明亮《青少年哪吒》等臺灣電影的取材場景。
2021年，公共電視文化事業基金會迷你劇集《天橋上的魔術師》，於汐止片場中重現中華商場的榮景。

### 腳註
1. 1 2 3  黃大洲.  初版. 臺北市: 正中書局股份有限公司. 2001-07-01. ISBN 957-09-1375-4.
2. ↑  . The News Lens 關鍵評論網. 關鍵評論. 2021-05-05  [2021-06-17]. （原始内容存档于2022-03-10） （中文（臺灣））.
3. ↑  王思涵. . 鏡週刊 Mirror Media. 2021-03-20  [2021-06-19]. （原始内容存档于2021-06-24） （中文（繁體））.
4. ↑  . 青春的印記：中華商場記憶徵集.   [2021-06-19]. （原始内容存档于2021-03-05） （中文（臺灣））.
5. ↑  . 青春的印記：中華商場記憶徵集.   [2021-06-19]. （原始内容存档于2021-03-04） （中文（臺灣））.
6. ↑  嚴勳業. . 青春的印記：中華商場記憶徵集.   [2021-06-19]. （原始内容存档于2021-04-10） （中文（臺灣））.
7. ↑  柯雅芸. . 青春的印記：中華商場記憶徵集.   [2021-06-19]. （原始内容存档于2021-03-04） （中文（臺灣））.
8. ↑  ,   [2023-06-27], （原始内容存档于2023-06-29） （中文（臺灣））

### 文獻
- 莊展鵬，《北古城之旅》，P.50～51，遠流出版公司，1995，ISBN 9789573215103
- 莊展鵬、王明雪，《台北古城深度旅遊》，遠流出版公司，2000，ISBN 9789573241461
- 遠流台灣世紀回味編輯組，《認識台灣，回味1895-2000》，P.144，遠流出版公司，2005，ISBN 9789573253983
- 吳明益，《天橋上的魔術師》，夏日出版，遠足文化，2011，ISBN 9789868781900

## 外部連結
- 中華商場的Facebook專頁
- YouTube上的中華商場的興衰（1961-1992）
- 即將消逝的中華商場（页面存档备份，存于）（華視新聞雜誌）
- 青春的印記：中華商場記憶徵集